# Paul Brock (Schriftsteller)

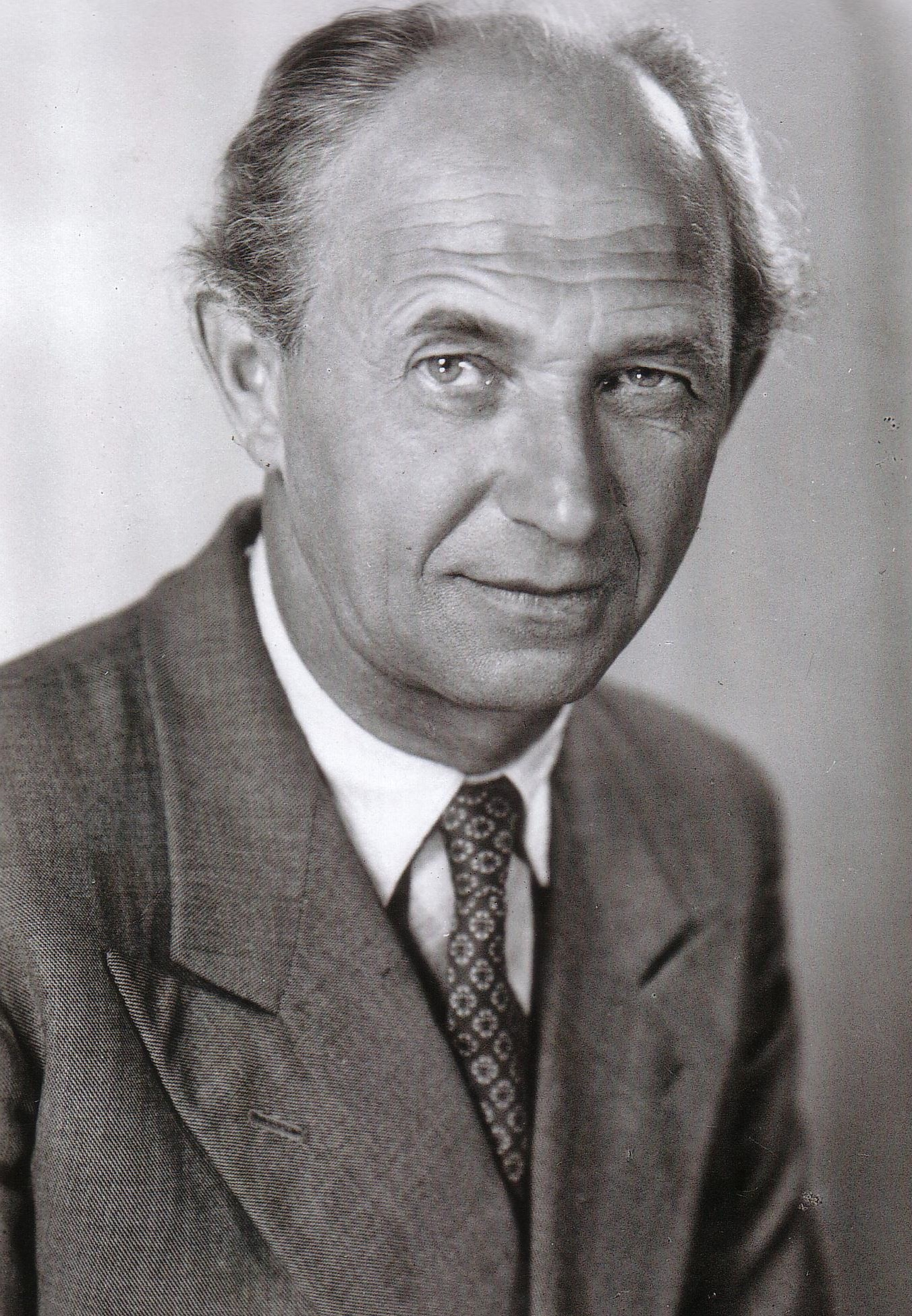
Paul Brock (1950)

Paul Brock (* 21. Februar 1900 in Pagulbinnen (litauisch: Pagulbiniai), Kreis Ragnit, Preußisch Litauen; † 26. Oktober 1986 in Bad Segeberg) war ein deutscher Seemann und Schriftsteller.

## Leben
Paul Brocks Urgroßvater war Binnenschiffer am Rhein. Von Napoleon Bonaparte auf den Russlandfeldzug 1812 mitgenommen, blieb er in Preußisch Litauen. Seine Frau war Nachfahrin Salzburger Exulanten. Paul Brocks Vater Johannes war in 3. Generation Binnenschiffer und fuhr einen eigenen Dreimastschoner. 1900 kaufte er ein kleines Gut in Wischwill, das er ahnungsvoll zwei Wochen vor Beginn des Ersten Weltkrieges verkaufte. Seine Frau, die beiden Töchter und Paul nahm er auf seine „Emma von Wischwill“. Das Gehöft wurde von russischen Soldaten nach der Besetzung Ostpreußens zerstört. Den Winter 1914/15 verbrachte die Familie auf dem eingefrorenen Schiff in Memel. Im folgenden Sommer ersetzte der schon befahrene Paul Brock den Steuermann seines Vaters. Über diese schicksalhafte Zeit berichtete Paul Brock 65 Jahre später im Ostpreußenblatt. Nachdem er 1917 in Pillau das Steuermannspatent gemacht hatte, bekam er einen eigenen Schoner.

### Seefahrt
Am 13. September 1918 zur Kaiserlichen Marine einberufen, kam er nach Kiel, wo er ein Semester an der Marineakademie studierte. Am 26. September 1919 wurde er entlassen. Er wollte nicht in der Reichsmarine bleiben und kehrte in das nun französisch-litauische Memelland zurück. Aus der bald geschlossenen und gescheiterten Ehe ging die Tochter Ingeborg verh. Mayer hervor. Brock erweiterte seine Patente bis zum Kapitän. Nach den Beschränkungen des Friedensvertrages von Versailles heuerte er auch auf ausländischen Schiffen an. Er machte weltweite Reisen. Nachdem er auf einem französischen Frachter Ostasien bereist hatte, heuerte er 1929 in Marseille ab. Über Paris kam er nach Köln, in die rheinische Heimat seiner väterlichen Vorfahren.

### Tilsit
1935 kehrte Brock nach Tilsit zurück, wo seine Eltern 1932/33 gestorben waren und ein Bruder und zwei Schwestern lebten. Am 5. Dezember 1935 kam dort seine Tochter Uta zur Welt. Sie heiratete Hellmuth Hecker. Brocks Zweiakter Ringende Nächte (1937) war kein Erfolg beschieden. Vom Goethe-Bund und der Stadtbücherei gefördert, machte Brock häufige Aufnahmen beim Reichssender Königsberg. Er engagierte sich im Ostpreußischen Autorenverband und schrieb viel für Tilsiter Zeitungen. 1938 machte er eine kurze Reise in das Sudetenland:

„Als Schüler hatte ich einen Lehrer gehabt, der es vorzüglich verstand, Geschichte so darzustellen, insbesondere deutsche Geschichte, daß sie sich dem Bewußtsein seiner Zöglinge tief einprägte, und – ich weiß nicht, warum – eines seiner Lieblingsthemen war der Einfluß des Deutschtums in Böhmen, eine höchst wechselvolle und erregende Geschichte, über Jahrhunderte hin, mit Spannung bis zum Bersten geladen.“

Noch mehr als das Münchener Abkommen bewegte Brock natürlich die Rückgliederung des Memelgebiets im März 1939. Nach eigenem Bekunden konnte Brock „am schönsten Tag seines Lebens das Haus und den Boden seiner Kindheit und frühen Jugend wieder betreten“.

### Zweiter Weltkrieg
Schon vor Beginn des Zweiten Weltkrieges, am 22. August 1939, wurde Brock als Unteroffizier zur Kriegsmarine eingezogen. Nur im Schreibdienst eingesetzt, kam er zunächst zur 7. Hafenschutz-Flottille (Minenräumdienst) in Memel, dann zum Befehlshaber der Sicherung der Ostsee in Swinemünde. Am 9. März unabkömmlich gestellt, konnte er sich in Tilsit wieder dem Schreiben zuwenden.
Als das Unternehmen Barbarossa vorbereitet wurde, musste Brock wieder einrücken. Über Kiel und Flensburg kam er an die Marinesportschule in Berlin, an der er anderthalb Jahre blieb. Im November 1942 wieder uk gestellt, wurde er im Frühsommer 1943 im Rahmen des Totalen Krieges ins Reichspropagandaministerium einberufen. Als Referent hatte er die Literatur für Fremdarbeiter auszuwählen und zu bearbeiten. Eine seiner Mitarbeiterinnen war die Russin Olga Obolenski. Brocks Frau und Tochter mussten nach Berlin ziehen. Die Familie konnte in Zehlendorf zwar die Villa eines Offiziers anmieten und in einem „eigenen“ Haus wohnen, war aber den Luftangriffen der Alliierten auf Berlin ausgesetzt.
Dank Walther von Unruhs Rekrutierungserfolgen 1944 kriegsverwendungsfähig gestellt und zum dritten Mal einberufen, kam Brock nach Kiel, Bernau bei Berlin, Kühlungsborn und (im Januar 1945) Wilhelmshaven. Für seinen Roman Die auf den Morgen warten (1939) verlieh ihm die Albertus-Universität Königsberg zu ihrer 400-Jahr-Feier 1944 den Johann-Gottfried-von-Herder-Preis. Mehr als diesen Roman schätzte Brock Alles Lebendige muß reifen (1942).
Im April 1945 von seinem Kommandeur in eigener Verantwortung entlassen, fand Brock in den Tagen der Kapitulation der Wehrmacht mit Frau und Tochter in Flensburg zusammen.

### Nachkriegszeit
Mit der pommerschen Familie einer Schwägerin „gingen“ die Brocks nach Süddeutschland, zunächst nach Freising in Bayern, dann nach Möckmühl in Schwaben. Unter dem Dach der Burg Möckmühl, später in einem Neubau am Stadtrand schrieb Brock drei Romane und ein Dutzend kleinerer Veröffentlichungen. Anfang 1952 gründete Brock mit Freunden die Literarische Gesellschaft deutscher Geistesschaffender »Ulrich von Hutten«, deren Präsident er wurde. Um die geschiedene Freundin Eva Fritz (mit zwei Töchtern) „aus Mitleid“ heiraten zu können, ließ er sich im Juli 1948 vom Landgericht Heilbronn einvernehmlich scheiden, blieb aber bei seiner Familie. Da das seiner neuen Frau nicht gefiel, ließ er sich von ihr scheiden und heiratete Herta im November 1949 zum zweiten Mal.
Unter den württembergischen Pietisten – Außenseitern des Protestantismus – stieß Brock auf die Schriften Jakob Lorbers, der – als Außenseiter des Katholizismus – von den evangelischen Mystikern Jakob Böhme und Emanuel Swedenborg beeinflusst war. Sie und Gustav Theodor Fechner brachten Brock von Natur, Landschaft, See, Heimat und Leben zur Psychologie, was sich im Roman Das Glück auf Erden niederschlug.

### Hamburg

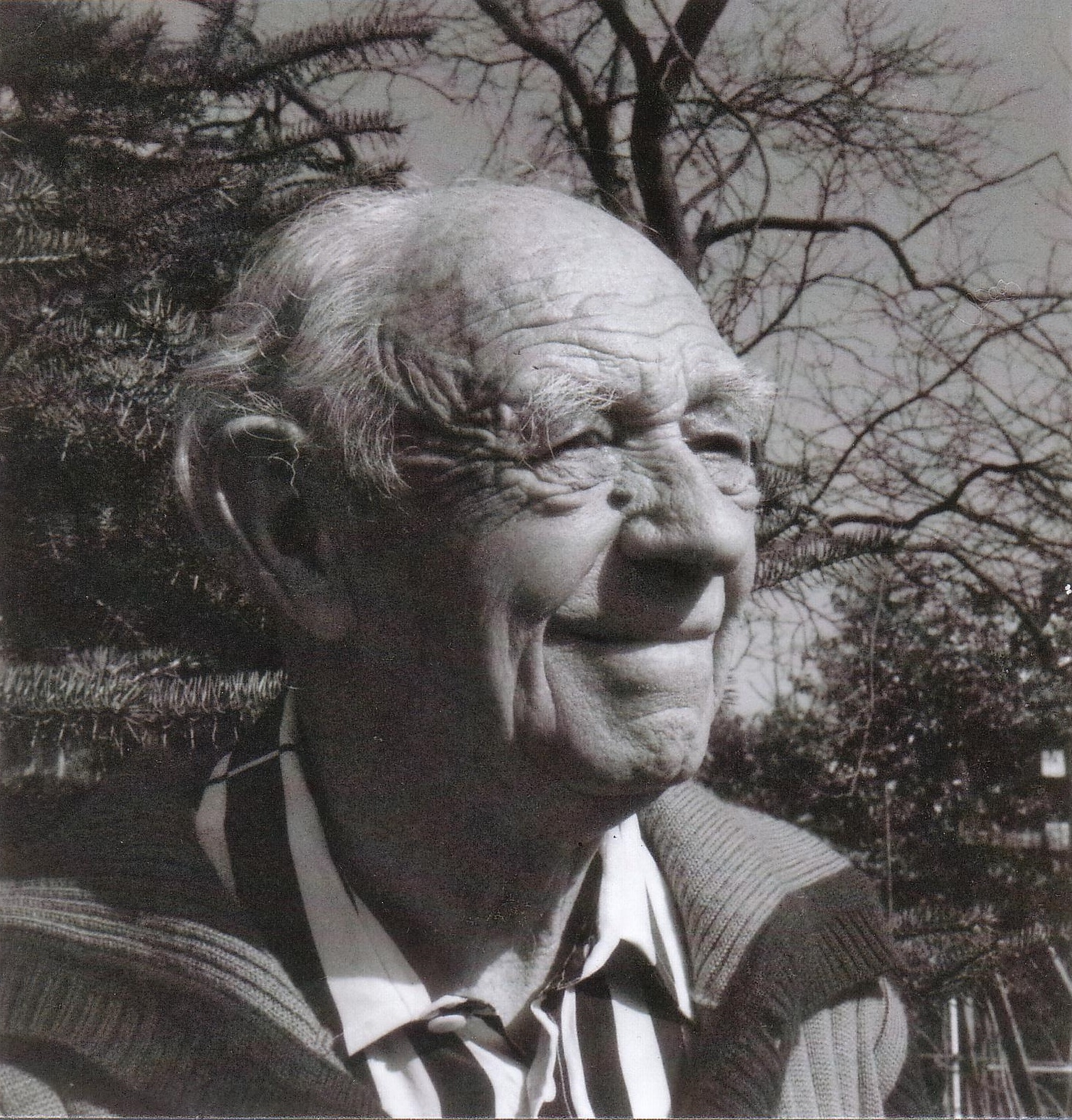
Paul Brock (1984)

Für die drei Ostpreußen war Möckmühl in wirtschaftlicher und sozialer Hinsicht auf Dauer ungünstig. Die künstlerische Veranlagung der Tochter und der Sitz der Landsmannschaft Ostpreußen bewogen sie 1953 zum Umzug nach Hamburg und  Großhansdorf. Dort verbrachte Brock die längste Zeit seines Lebens am selben Ort, 33 Jahre. Mit dem „Brockhaus“ wurden die Brocks 1978 zum ersten Mal Hausbesitzer.
Schon vor der Übersiedelung nach Hamburg hatte Brock für das Ostpreußenblatt geschrieben. Seit 1953 freier Mitarbeiter, wurde er zum 1. Januar 1976 in ein Angestelltenverhältnis übernommen. Ab 1976 wurde er von der Deutschen Künstlerhilfe unterstützt. In mehr als 30 Jahren schrieb Brock 700 Feuilletonartikel (Erzählungen, Tagungsberichte, Tagespolitik) und 500 Rezensionen. Ein Sammelband von OB-Beiträgen Ostpreußen – Geschichte und Geschichten erschien 1979. In der Abteilung Kultur der LMO redigierte er Das Memelgebiet, Ostpreußisches Oberland, Die Salzburger in Ostpreußen und Natangen. Auch postum veröffentlichte das Blatt aus seinem Nachlass.
Drei Romane erschienen als Fortsetzungen nur im Ostpreußenblatt: Die Heimkehr des Florian Moen (1961), Jenseits des Stromes (1975) und Durststrecke (1977). Unveröffentlicht blieben Es klopft an unsere Tür (1956) und Auch Frauen haben ein Gewissen (1957).
Zur Goldenen Hochzeit am 25. April 1985 gratulierte der Ministerpräsident Schleswig-Holsteins Uwe Barschel. Brock starb im Krankenhaus Bad Segeberg, ohne Ostpreußen seit 1944 wiedergesehen zu haben.

## Werke
- Der Schiffer Michael Austyn. Königsberg 1935.
- Der achte Schöpfungstag. Königsberg 1936.
- Melodie des Blutes. Ostpreußische Nächte. Brock von Holle & Co. 1937.
- Die auf den Morgen warten. 1939.
- Der Strom fließt. Berlin 1940 (Neuauflage 1979).
- Vorposten auf hoher See. Franz Schneider Verlag 1941.
- Alles Lebendige muß reifen. Berlin 1942.
- Die Fahrt ins eigene Herz. Oertel & Sporer 1948.
- Antek. Oncken 1949.
- Das Abenteuer im Moor.Oncken 1949.
- Die Löwenjagd. Stuttgart 1949.
- Das Glück auf Erden. Bochum 1949.[5]
- Eines Mannes Frau. Turm-Verlag 1950.
- Die Gefangene. Bietigheim 1951.
- Ostpreussen. Geschichte und Geschichten. 1980.
- Ostpreußisches Oberland. 1983.
- Die Salzburger in Ostpreußen. Leer 1984.

Zu Brocks 100. Geburtstag stellte sein Schwiegersohn Hellmuth Hecker eine 100-seitige Bibliographie und Lebensbeschreibung zusammen.

## Mitgliedschaften
- Nordische Gesellschaft
- Friedrichshagener Dichterkreis
- Sozialdemokratische Partei Deutschlands (1946)
- Künstlergilde Esslingen (1950)

## Ehrungen
- Johann-Gottfried-von-Herder-Preis (1943/44)
- Kulturpreis der Landsmannschaft Ostpreußen (1969)
- Ehrenzeichen in Gold der Arbeitsgemeinschaft der Memelkreise (1980)